# Vieux-Reng
Vieux-Reng is een gemeente in het Franse Noorderdepartement (regio Hauts-de-France) en telt 798 inwoners (2005). De plaats maakt deel uit van het arrondissement Avesnes-sur-Helpe.

## Geografie
De oppervlakte van Vieux-Reng bedraagt 11,6 km², de bevolkingsdichtheid is 68,8 inwoners per km². Het dorp ligt vlak bij de Belgische grens en aan de overkant ligt ten oosten de plaats Grand-Reng, waarmee het morfologisch nochtans niet vergroeid is.
De onderstaande kaart toont de ligging van Vieux-Reng met de belangrijkste infrastructuur en aangrenzende gemeenten.

## Demografie
Onderstaande figuur toont het verloop van het inwonertal (bron: INSEE-tellingen).